# فرنسيس راينهارد
فرنسيس راينهارد هو لاعب هوكي الجليد سويسري، ولد في 20 مايو 1944 في سويسرا.

## وصلات خارجية
- فرنسيس راينهارد على موقع EliteProspects.com (الإنجليزية)
- فرنسيس راينهارد على موقع أوليمبيديا (الإنجليزية)